# Thomas More ou l'Homme libre
Pour les articles homonymes, voir Thomas More.
Thomas More ou L'Homme libre est une pièce de Jean Anouilh à mi-chemin entre le théâtre et le cinéma, la dernière qu'il ait écrite, publiée juste après sa mort en 1987.

## Résumé
Thomas More vit heureux au milieu de sa famille et au service du roi Henri VIII qui l'apprécie au plus haut point et lui a confié la plus grande charge du royaume, Chancelier. Remarqué pour son sens de la justice et sa loyauté auprès de la cour, More sait que son temps est compté vis-à-vis d'Henri qui envisage de divorcer de la reine pour sa maîtresse Anne, contre l'avis du Pape. Les deux puissants s'affrontent, le juriste fervent croyant qui ne peut renier ce que lui dicte sa conscience et l'homme politique qui doit gérer les alliances internationales de l'Angleterre, sa descendance et ses amours.
Le face à face tourne à la lutte, après que Thomas a démissionné de sa charge. Tous les notables du royaume doivent prêter serment après la création de l'Église d'Angleterre, schismatique. L'ex-Chancelier, contre l'avis de tous, refuse de prêter serment alors que le Roi l'exige pour asseoir son autorité. Il se retrouve dans le plus grand dénuement en prison. Abandonnant sa famille et ses amis, il préfère se rapprocher de Dieu et mourir décapité, dans un geste empli d'honneur et de grandeur, conscient de sa portée politique mineure.

## Citation
LE ROI
Mon union avec Catherine était devenue une impossibilité politique ! Laide ou belle, elle était bréhaigne et le Pape le savait ! Et tout le monde sait combien il a touché de l'Empereur pour me dire non ! Alors ? C'était ça qu'il fallait que je respecte : ce vieil intrigant sur son tas d'or ? C'est pour ça que More va mourir ?
ANNE, doucement, se penchant sur lui et le caressant
Non, Henri. More mourra pour lui-même.
LE ROI
Un seul homme, il suffit d'un seul homme. Et même si je lui fais son procès et qu'on lui coupe la tête, il m'aura éternellement dit non ! (Il crie :) Mais qu'est-ce que c'est, à la fin, que cette puissance sans armes, qui se dresse seule, contre tout ?
ANNE, doucement
L'orgueil des justes.
LE ROI
Il n'y a pas de place pour deux orgueils en Angleterre. Et Dieu voulu que ce soit moi le Roi.